# O'Higgins (comuna)
O'Higgins es una comuna de la zona austral de Chile, ubicada en la Provincia Capitán Prat, la cual a su vez forma parte de la Región de Aysén del General Carlos Ibáñez del Campo, cuya capital es Villa O'Higgins. 
La comuna limita al norte con la comuna de Cochrane, al oeste con la comuna de Tortel, al este con la República Argentina y al sur con la comuna de Natales (Región de Magallanes).

## Geografía

### Geomorfología
La comuna de O'Higgins se encuentra emplazada en las unidades geomorfológicas de Cordillera patagónica de fiordos y ríos de control tectónico y Cordillera patagónica de ventisqueros del Pacífico;

### Clima
Presenta según la clasificación climática de Köppen clima de tundra (ET), clima mediterráneo de lluvia invernal (Csb), clima mediterráneo de lluvia invernal de altura (Csb (h)), clima mediterráneo frío de lluvia invernal (Csc), clima templado lluvioso (Cfb) y clima templado lluvioso frío (Cfc).

### Hidrología
La comuna se halla entre las cuencas hidrográficas de Costeras e Islas entre el río Baker y río Pascua, Costeras entre el límite de la región y el Seno Andrew, Cuenca del Pacífico, río Baker, río Pascua y Vertiente del Atlántico.
Además, la comuna posee diversos cuerpos de agua, entre los que se destacan el lago Alegre, lago Briceño, lago Chico, lago Christie, lago Ciervo, lago Cisnes, lago El Salto, lago Gabriel Quiroz, lago Guitarra, lago O'Higgins, lago Oriental, lago Riñón y lago Vargas, lago Claro, lagos Encadenados, laguna Cascada, laguna del Manso, laguna El Mocho, laguna Escondida, laguna Larga, laguna Mayo, laguna Negra, laguna Sur, laguna Verde y lagunas del Colorado; y río Año Nuevo, río Aros, río Azul, río Bravo, río Bullicioso, río Colorado, río Cumbrera, río del Arco, río del Gorro de Nieve, río del Paso, río Desplayes Sur, río El Engaño, río El Pizarra, río Esperanza, río Las Toscas, río Los Helados, río Mayer, río Mocho, río Mosco, río Nublado, río Obstáculo, río Pascua, río Pérez, río Picotón, río Pililos, río Portezuelo, río Resbalón, río Sordo, río Tranque, río Turbio, río Ventisquero y río Villalon.

## Medio ambiente

### Componentes bióticos
Dentro del territorio de la comuna se pueden hallar los siguientes ecosistemas:
- Bosque caducifolio templado andino donde predominan Nothofagus pumilio y Berberis ilicifolia (preocupación menor)
- Bosque caducifolio templado andino donde predominan Nothofagus pumilio y Ribes cucullatum (preocupación menor)
- Bosque mixto templado andino donde predominan Nothofagus betuloides y Berberis ilicifolia (sin información)
- Bosque siempreverde templado interior donde predominan Nothofagus nitida y Podocarpus nubigenus (preocupación menor)
- Herbazal templado andino donde predominan Nassauvia dentata y Senecio portalesianus (preocupación menor)
- Matorral arborescente caducifolio mediterráneo-templado oriental donde predominan Nothofagus antarctica y Berberis microphylla (preocupación menor)
- Matorral caducifolio templado andino donde predomina Nothofagus antarctica (preocupación menor)
- Matorral caducifolio templado andino donde predominan Nothofagus antarctica y Empetrum rubrum (preocupación menor)
- Zonas geográficas hinóspitas sin vegetación (sin información)
- Turbera templada-antiboreal interior donde predominan Sphagnum magellanicum y Schoenus antarcticus (preocupación menor)

### Medidas de protección ambiental y conflictos socioambientales
En la comuna se encuentra la parte chilena del Lago O'Higgins, una parte del Campo de Hielo Sur y del Parque Nacional Bernardo O'Higgins.
Hasta 2022, la comuna de O'Higgins cuenta con las siguientes zonas que poseen algún nivel de protección ambiental:
- Cuenca del Rio Mosco (Bien Nacional Protegido)[10]
- Desembocadura Lago O'Higgins - Río Pasc (Sitios ERB)[11]
- Laguna San Rafael (Reserva Biósfera)[12]
- Parque Nacional Bernardo O'Higgins (Parque Nacional)[13]
- Rio Azul (Bien Nacional Protegido)[14]
- Santa Lucia (Bien Nacional Protegido)[15]
- Sector Ventisquero Chico (Sitios ERB)[16]

## Demografía
Según el censo de 2017 concentra a una población de 625 personas, de las cuales 374 son hombres y 251 son mujeres; al no existir grandes poblados toda la población es rural. Porcentualmente fue la comuna de la región que más creció en comparación al censo anterior.

### Localidades
Aparte de Villa O'Higgins, se hallan en esta comuna otras localidades como Candelario Mancilla y Entrada Mayer.

## Administración

### Municipalidad
La Ilustre Municipalidad de O'Higgins es dirigida en el periodo 2021-2024 por el alcalde José Fica Gómez (DC)

### Representación parlamentaria
Integra junto con las comunas de Coyhaique, Lago Verde, Aysén, Cisnes, Guaitecas, Río Ibáñez, Chile Chico, Cochrane, y Tortel el Distrito Electoral N.° 59 y pertenece a la 18.ª Circunscripción Senatorial (Aysén). Es representada en el Senado por David Sandoval (UDI) y Ximena Órdenes (Ind. PPD). A su vez, es representada en la Cámara de Diputados por  Marcia Raphael (RN), Miguel Ángel Calisto (PDC), y René Alinco (Ind. PPD).

## Economía
En 2018, la cantidad de empresas registradas en O'Higgins fue de 15. El Índice de Complejidad Económica (ECI) en el mismo año fue de -1,15, mientras que las actividades económicas con mayor índice de Ventaja Comparativa Revelada (RCA) fueron Fabricación de Otros Artículos de Plástico (73,74), Otros Tipos de Hospedaje Temporal como Camping, Albergues, Posadas, Refugios (46,06) y Agencias de Transporte (34,46).

## Cultura
Esta comuna es lugar de tradiciones gauchescas.

## Medios de comunicación

### Radioemisoras

#### FM
- 96.1 MHz - Radio Bernardo O'Higgins
- 107.1 MHz - Radio Rio Pascua

### Televisión
TDT
- 7.1 - TVN
- 7.2 - NTV
- 7.31 - TVN One Seg
- 11.1 - Chilevisión HD
- 11.2 - UChile TV
- 11.31 - Chilevisión One Seg
- 13.1 - Canal 13 HD
- 13.2 - T13 En Vivo
- 13.31 - Canal 13 One Seg